# Cetiosauridae
Cetiosauridae (kình long) là một họ khủng long chân thằn lằn (Sauropoda). Trong khi theo truyền thống thì nó là một đơn vị phân loại thùng rác chứa một loạt các loài không có quan hệ họ hàng thì một số nghiên cứu gần đây lại cho thấy trên thực tế nó có thể đại diện cho một nhánh tự nhiên. Ngoài ra, ít nhất có một nghiên cứu gợi ý rằng khủng long Mã Môn Khê có thể đại diện cho một phân nhóm của kình long, và nếu điều này là đúng thì tập hợp các loài khủng long Mã Môn Khê khi đó nên gọi là một phân họ với danh pháp Mamenchisaurinae.